# Alí Ibn Abi Tálib

Caligrafía del nombre Alí ibn Abi Tálib

Abu al-Hasan Alí ibn Abi Tálib (en árabe: أَبُو ٱلْحَسَن عَلِيّ ٱبْن أَبِي طَالِب‎, romanizado: ʾAbū al-Ḥasan ʿAlīy ibn ʾAbī Ṭālib; c. 600-28 de enero de 661 d. C.), o simplemente Alí, fue primo y yerno del profeta Mahoma (ya que estaba casado con la hija del profeta, Fátima), y fue el cuarto califa Rashidun, así como el primer imán para los chiíes. Hijo de Abu Tálib ibn Abd al-Muttálib y de Fátimah bint Ásad, Alí fue criado desde su niñez por su primo mayor Mahoma y fue uno de los primeros en aceptar sus enseñanzas. Alí fue el padre de Hasan, Husáin, Muhammad ibn al-Hanafiyya, Záynab y Umm Kulzúm.

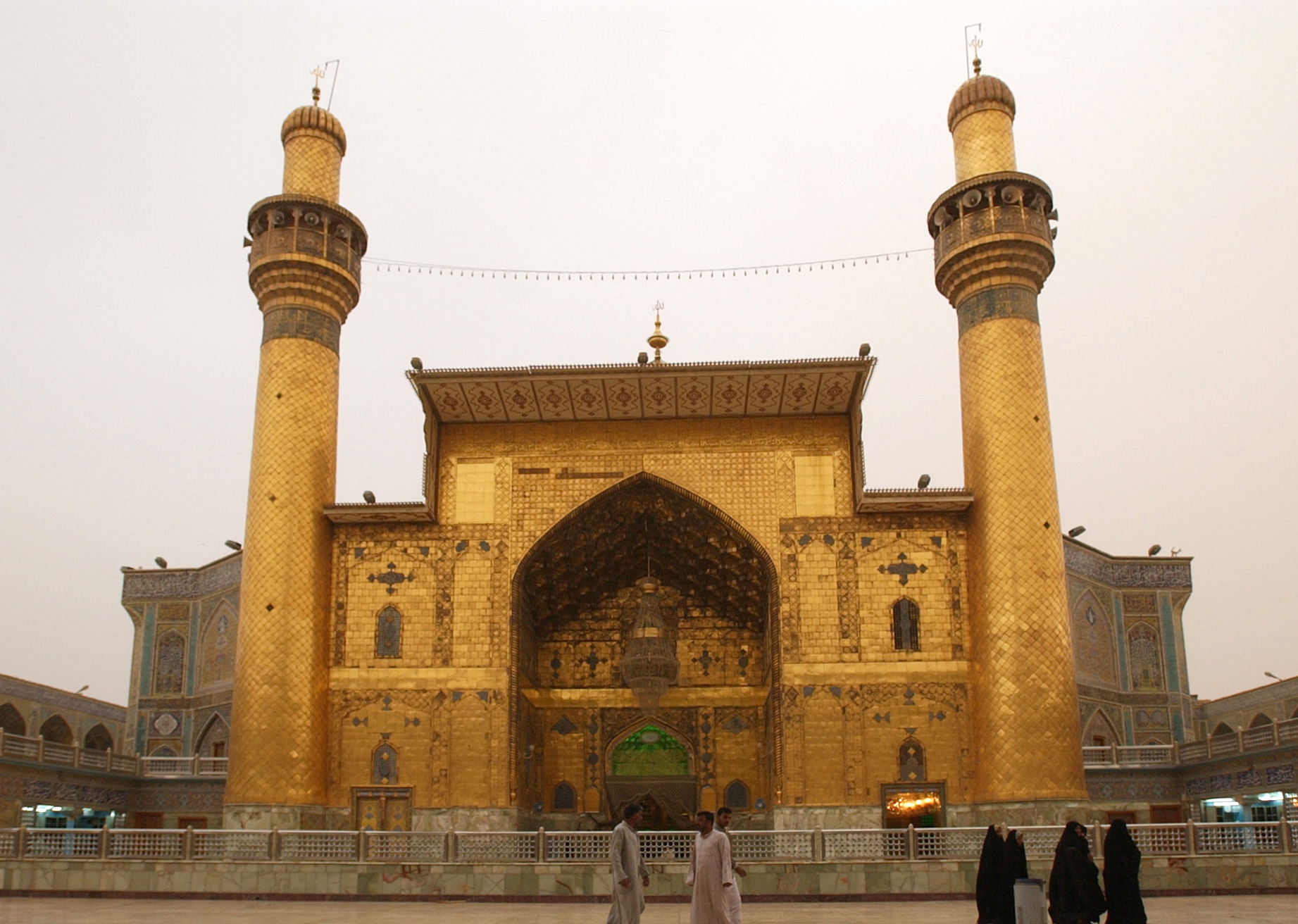
La Mezquita del Imán Alí donde está enterrado su cuerpo, en Náyaf, Irak.

Después de la invitación de Mahoma al islam, Alí ibn Abi-Tálib se convirtió en uno de los primeros conversos al islam a la edad de entre 9 y 11 años, anunciando públicamente la aceptación del islam, de manera que el Profeta lo llamó «su hermano, testamentario y sucesor». Se narra que Alí ayudó a la emigración de Mahoma en Lailat al-Mabit, y después de emigrar a Medina cuando Mahoma creaba el pacto de hermandad entre los musulmanes lo eligió como su hermano. En Medina, fue el portaestandarte del Ejército Islámico en la mayoría de las guerras y se hizo famoso por su valentía.
Cuando Mahoma regresó de su última ceremonia del Hach en la región de Ghadir Jum, pronunció la frase «Quienquiera que yo sea su mawla, este Alí es su mawla también». El significado de esta ha sido motivo de enormes controversias por parte de chiitas y sunitas, con respecto a asuntos de la sucesión del Profeta como líder de la Umma. Sobre esta base, los chiitas creen que mawla significa “líder” y que esto constituye la elección de Alí como un imam y sucesor del Profeta, mientras que los suníes lo interpretan solo como una expresión de la amistad de Mahoma con Ali y consideran que mawla significa “amigo”.
Después de la muerte de Mahoma, cuando Alí estaba haciendo los arreglos para su entierro, un grupo de los musulmanes se reunió en la Saqifa de Bani Sa'ida y después de consultarse entre sí sobre la elección de su sucesor, juraron lealtad a Abu Bakr como el califa. Al principio Ali ibn Abi Tálib se negó a jurar lealtad a Abu Bakr, pero después de seis meses, tuvo que aceptarlo.
Durante el califato de los primeros tres califas Rashidun, Alí no participó en las guerras y no tenía activo político excepto para la elección del tercer califa. Por supuesto, cuando le pidieron, les daba sus recomendaciones a los califas en asuntos religiosos, judiciales y políticos.
Después del asesinato de Uzmán, Alí fue elegido como el cuarto califa de los musulmanes. La época de su califato coincidió con las primeras guerras civiles entre musulmanes y rebeldes como los iraníes. Alí se enfrentó a dos grupos diferentes: un grupo encabezado por  Aisha, Talha y Zubayr en La Meca que quería celebrar un consejo para determinar otro califa, y otro grupo liderado por Mu'awiya en Siria que quería vengarse del asesinato de Uzmán. Cuatro meses después del califato, Ali derrotó al primer grupo en la batalla del Camello, pero la guerra de Siffín con Mu'awiya no fue concluyente militarmente y se llegó al tema del arbitraje, terminándose en contra de Ali. Luego, en el año 38 DH, luchó contra los jariyistas, quienes consideraron la aceptación del arbitraje por parte de Ali como una herejía y se rebelaron contra él, en la batalla de Nahrwan, la que resultó en fracaso. Ali gobernó como el cuarto y último califa ortodoxo (Rashidun, lit., «bien guiado») desde 656 hasta 661, cuando fue asesinado por Abd al-Rahman ibn Mulyam.
Alí ha sido comparado con Jesús en varios hadices atribuidos a Mahoma y ha sido llamado «el segundo Mesías» en la tradición chiita. A pesar de las diferencias en la historiografía musulmana, las fuentes islámicas coinciden en que Ali fue una figura destacada religiosa y que gobernaba de acuerdo con el Corán y la Sunna. Ali implementó cuidadosamente las reglas islámicas y se alejó de culminar posesiones mundanas. Una gran cantidad de discursos breves de Ali se han convertido en parte de la cultura islámica general, y los especialistas en idioma árabe han notado la elocuencia única de sus palabras.
Para los musulmanes sunitas, la importancia de Alí radica en que es considerado como el cuarto y último califa bien guiado, mientras que para los musulmanes chiíes Alí fue el primer imán y se le considera a él y a sus descendientes como legítimos sucesores de Mahoma, todos los cuales son miembros de la Ahl ul-Bayt. Este desacuerdo produjo el cisma de la comunidad musulmana en dos ramas principales: la sunita, la chiita.
Algunas fuentes sostienen que Alí fue la única persona nacida en el santuario de la Kaaba de La Meca. Según las fuentes, Fátima bint Asad fue a la Kaaba después cuando sentía el dolor del parto y comenzó a orar a Dios. Mientras tanto, la pared de la Kaaba se agrietó y Fátima entró en ella y dio a luz a su hijo. Su padre era Abu Tálib ibn Abd al-Muttálib y su madre Fátimah bint Ásad. Fue criado en la casa de Mahoma desde los seis años como hijo adoptivo suyo. A su vez, el padre de Alí, Abu Tálib, fue el tío y tutor de Mahoma y quien le acogió tras ponerse huérfano. Ali se convirtió además en yerno del profeta, al casarse en 623 DC con Fátima, ya que Mahoma dijo a Alí que Alá le había ordenado que se casara con la hija que tenía con su primera esposa Jadiya. Mahoma dijo a Fátima: «Te he casado con el más querido de mi familia».

## Nombres y títulos
Varios nombres y títulos han sido atribuidos a Ali ibn Abi-Tálib en fuentes históricas islámicas, algunos de los cuales expresan sus características personales y otros se derivan de ciertas partes de su vida. Su madre Fátima lo llamó Haydar (León) después de su nacimiento, pero su padre eligió Ali como su nombre.
La palabra "Ali" significa sublime y excelso. Esta palabra nunca se usó como un nombre de persona en árabe antiguo antes. Varias narraciones relacionan el nombre de Ali con su superioridad  en conocimiento, magnanimidad, piedad, valentía, simpatía, etc. Al-Siddiq al-Akbar, al-Wasí (testamentario del profeta), al-Walí (protector), al-Farúq (quien separa la verdad del falso) y Ya'súb al-Din (gran líder religioso) son sus otros títulos. Sus kunyas más famosos son Abu Turab y Abul Hasan.
Su título más famoso entre los duodecimanos chiitas es Amir al-Mu'minín, que consideran exclusivo de Ali. Y según las fuentes chiitas, Dios le dio este título a Ali, anunciándoselo por el Profeta del Islam en Ghadir Jum y se pidió a todos los musulmamnes que le trataran con este título. Entre los sunitas, la oración "Karama Al-lah Wayhah" (que Dios honre su cara porque no se postraba ante ningún ídolo) se coloca exclusivamente después del nombre de Ali y no se utiliza para otros compañeros del Profeta.

## Vida en La Meca

### Nacimiento e infancia
El padre de Alí, Abu Tálib ibn ‘Abd al-Muttálib, era el guardián de la Kaaba y el jeque de los Banu Háshim, una rama importante de la poderosa tribu de los Quraysh y el tío de Mahoma. La madre de Alí, Fátima bint Ásad, también pertenecía a los Banu Háshim, haciendo a Alí descendiente de Ismael, el hijo de Abraham.
Muchas fuentes, especialmente las chiíes, indican que cuando Fátima bint Asad sentía el dolor del parto fue a la Kaaba y comenzó a orar a Dios. Mientras tanto, la pared de la Kaaba se agrietó y Fátima entró en ella y dio a luz a su hijo y permaneció allí durante tres días. Según las narraciones, Mahoma fue la primera persona a la que vio Alí debido a que lo recogió cuando nació. Se dice que Mahoma le dio el nombre de Alí, que significa sublime. Mahoma nombró el año en el que nació Ali como "Sanatul Jayr" y " Sanatul Baraka" (el año del bien y el año de la bendición).
Mahoma tenía una relación estrecha con los padres de Alí. Cuando Mahoma quedó huérfano y luego que también perdió a su abuelo Abd ul-Muttálib, el padre de Alí lo llevó a su casa. Alí nació dos o tres días después de que Mahoma se casara con Jadiya bint Juwáylid. Cuando Alí tenía cinco o seis años, llegó una hambruna a La Meca, afectando a las condiciones económicas del padre de Alí, que tenía una gran familia a la que alimentar, entonces Mahoma llevó a Alí a su casa para criarlo.

### Aceptación del islam
Ali nació según las profecías para ser imán y acaba con la Hégira de Mahoma a Medina en 622 DC. Cuando Mahoma dijo haber recibido una revelación divina, Alí, con sólo diez años, le creyó y se convirtió al islam. Según Ibn Ishaq y otras autoridades, Alí fue el primer hombre en convertirse al islam. Al-Tabari añade otras tradiciones indicando la similar proclama de que Alí se convirtió al Islam antes que Zayd o Abu Bakr.
Las doctrinas chiíes afirman que llevando a cabo su misión divina, Alí aceptó el islam antes de tomar parte en ningún rito de la tradición religiosa preislámica de La Meca, vistas por los musulmanes como politeístas (véase shirk) o paganas. Los chiíes dicen que su cabeza es honorable porque nunca se postró ante los ídolos. Los suníes también usan el honorífico Karam Allahu Wajhahu, que significa «que Dios honre su cara».
La razón de su aceptación no se suele llamar conversión, porque nunca fue un adorador de ídolos como la gente de La Meca. Se le conoció por romper ídolos y por preguntar a la gente por qué adoraban algo que habían hecho ellos mismos. El abuelo de Alí, junto con otros miembros del clan de los Banu Háshim, eran hanif, es decir, seguidores de un sistema de creencias monoteísta antes de la llegada del islam.

### Después de la proclamación del islam
Ali anunció públicamente su aceptación de la invitación de Mahoma en "el Día de Al-Dar". Según fuentes islámicas, la proclamación de Mahoma al Islam en La Meca duró 13 años, de los cuales los primeros 3 años fueron en secreto. Según el Corán, cuando se le ordenó que invitara a sus familiares más cercanos a aceptar el islam, reunió a 40 personas hachemitas en una ceremonia.
Según Al-Tabari, Ibn Athir y Abu Al-Fida, Mahoma les preguntó a sus familiares en la reunión quién está dispuesto a ayudarlo en divulgación del Islam y anunció que quien lo ayude será su hermano, testamentario y sucesor. Pero ninguno de sus familiares dio la respuesta positiva excepto Ali. El Profeta permaneció en silencio en respuesta a Ali y repitió su pregunta tres veces, y nuevamente Ali era el único que le respondió afirmativamente. Después de la tercera vez, el Profeta llamó a Ali como su hermano, testamentario y sucesor, siendo Ali apenas un adolescente ya que tenía 13 o 14 años, y esta acción del Profeta hizo que fuera ridiculizado entre sus familiares. Abu Lahab se rio de ellos y declaró que Abu Tálib debería inclinarse ante su hijo ahora que era un emir. Este evento es conocido como el "Hadiz de la advertencia".
Durante la persecución de los musulmanes y el boicot a los Banu Háshim en La Meca, Alí se mantuvo firme en su apoyo a Mahoma. Según Al-Tirmidhi y Al-Tabari, Ali fue la primera persona que rezó con Mahoma. Él y Mahoma solían ir a los valles alrededor de La Meca y para orar.

### De la conversión al Islam a la emigración
Durante este período (610-622 DC), cuando Mahoma recibió sus primeras revelaciones, Ali le ayudaba a establecer la primera sociedad islámica. Durante estos años, Ali dedicaba la mayor parte de su tiempo a satisfacer las necesidades de los creyentes de La Meca, especialmente de los pobres, repartiendo su riqueza entre ellos y ayudándolos en sus asuntos diarios.
En el séptimo año después del inicio de la misión Profética de Mahoma, los infieles de La Meca emitieron un tratado contra los musulmanes. Según este acuerdo, todos los Bani Hashim sufrieron un asedio económico durante tres años en un valle llamado Shi'b Abi Tálib. Durante el periodo de asedio, Ali preparaba comida en secreto para los musulmanes.
Poco después del final del asedio económico en Shi'b Abi Tálib, falleció el padre de Ali, Abu Tálib. Según Ibn Abi al-Hadid, después de la muerte de Abu Tálib, cuando Mahoma viajaba para difundir el Islam a al-Taif y a las tribus Bani Amir y Bani Sheyban, Ali lo acompañaba en los viajes.

### Migración a Medina
En 622, el año de la huida de Mahoma a Medina, Alí arriesgó su vida durmiendo en la cama de Mahoma para frustrar un complot de asesinato para que Mahoma pudiera escapar para ponerse a salvo. Esa noche es conocida como Laylat al-Mabit. Según algunos hadices, un versículo del Corán fue revelado a Alí relativo a su sacrificio en la noche de la Hégira que dice «Entre la gente hay quienes dan su vida anhelando complacer a Alá, y Alá es compasivo a Sus siervos». Alí sobrevivió al complot, pero arriesgó su vida permaneciendo en La Meca para llevar a cabo la orden de Mahoma que devolviera a la gente las propiedades que habían sido confiadas a Mahoma para guardarlas y luego se fue a Medina con su madre, la hija de Mahoma (Fátima) y otras dos mujeres.

## Vida en Medina

### Durante la vida de Mahoma

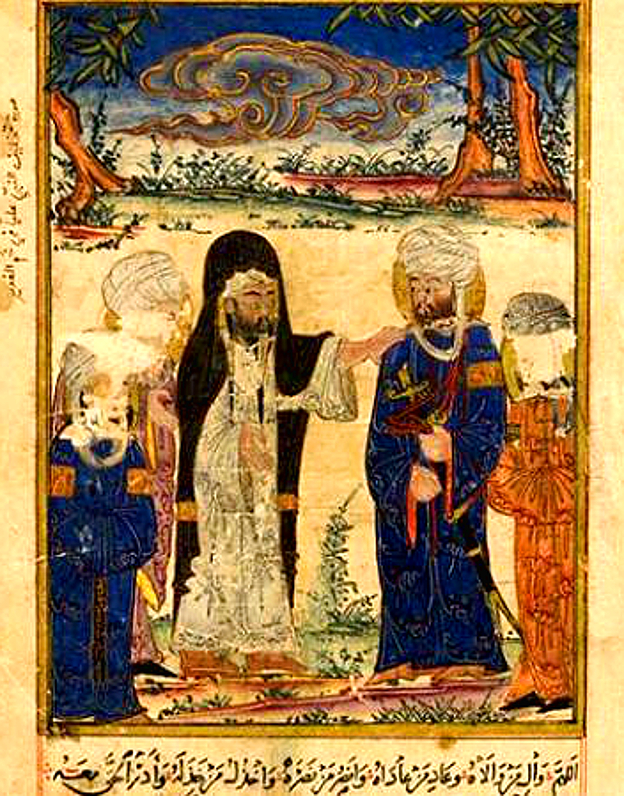
La investidura de Alí en Ghadir al-Jumm (MS Arab 161, fol. 162r, AD 1309/8 ilustración de un manuscrito Ilkánida).

Alí tenía 22 o 23 años cuando migró a Medina. En Medina cuando Mahoma estaba creando lazos de hermandad entre sus compañeros, seleccionó a Alí como su hermano. Durante los diez años siguientes que Mahoma dirigió la comunidad en Medina, Alí fue en extremo activo en su servicio como su secretario y diputado, sirviendo en su ejército, como portador de su bandera en cada batalla, guiando partidas de guerreros en las incursiones y llevando los mensajes y las órdenes. Como uno de los tenientes de Mahoma, y más tarde su yerno, Alí era una figura poderosa y prestigiosa en la comunidad islámica.

#### Vida familiar
En el año 623 DC, Mahoma le dijo a Alí que Dios le había ordenado que casara a su hija Fátima az-Zahra con él. Mahoma dijo a Fátima: Te he casado con el más querido de mi familia. Esta familia fue glorificada por Mahoma con frecuencia y les declaró como su Ahl al-Bayt en eventos como la Mubahala y en hadices como el Hadiz al-Kasa. También son glorificados varias veces en el Corán como en el verso de la purificación.
Alí tuvo cuatro hijos con Fátima, la única hija de Mahoma que le sobrevivió: Hasan ibn Ali, Husáyn ibn Ali, Záynab bint Ali y Umm Kulzum bint Ali. Sus dos hijos (Hasan y Husáin) son citados por Mahoma como sus propios hijos, honrados numerosas veces durante su vida y llamados «los señores de las jóvenes del paraíso».
Ali y Fátima convivían diez años después su matrimonio, hasta la muerte der Fátima. Aunque la poligamia estaba permitida, Alí no se casó con ninguna otra mujer mientras Fátima estaba viva. De hecho, este matrimonio poseía un significado espiritual especial para todos los musulmanes porque es visto como el matrimonio entre dos personas importantes cercanas de Mahoma. Después de la muerte de Fátima, Alí se casó con otras mujeres y tuvo más hijos, de los cuales los más célebres fueron Al-Abbás ibn Alí y Muhammad ibn al-Hanafiyya. Hasan, nacido en el 625 DC, era el segundo imán de los chiitas y también era el califa de los musulmanes durante unos seis meses.

##### Carrera militar
A excepción de la batalla de Tabúk, Ali participó en todas las batallas y expediciones luchadas por los musulmanes. Además de ser el portaestandarte en las guerras, Ali estuvo al mando de grupos de guerreros en incursiones en tierras enemigas.
Ali se distinguió por primera vez como guerrero en 624 DC en la batalla de Badr. La batalla comenzó cuando Ali derrotó al campeón de La Meca, Walid ibn Utba. Un historiador describió la victoria inicial de Ali en la batalla como "la señal del triunfo del Islam". Ali también mató a muchos otros soldados de La Meca en la batalla. Según las fuentas islámicas, el número de los enemigos que eran asesinatos por él llegaba entre veinte y treinta y cinco (la mayoría concuerda en veintisiete), mientras que todos los demás musulmanes juntos mataron a sólo veintisiete.
Ali jugó un papel importante en la batalla de Uhud, así como en muchas otras batallas, donde empuñó una espada bifurcada conocida como Zulfaqar. Tuvo el papel especial de proteger a Mahoma cuando la mayor parte del ejército musulmán huía de la batalla de Uhud, y se dijo Lā fatā illā ʿAli, lā sayfa illā Dhul-Faqār (لَا فِتَی إِلَّا عَلِيّ سیفَ إلّا ذوالفَقار), (No hay joven valiente excepto Ali, no hay espada que sirva excepto Dhul-faqar).
También era el comandante del ejército musulmán en la batalla de la Trinchera, donde derrotó al legendario guerrero árabe Amr ibn Abd-Wud. Mahoma nombró a Ali comandante en esta batalla, afirmando que "entregaré la bandera a un hombre que ama a Alá y a Su Mensajero y es amado por Alá y por Su Mensajero. Él regresará con la conquista".
Después de esta batalla, Mahoma le dio a Ali el nombre de Asadullāh (que significa "León de Dios") y, según los informes, lo elogió diciendo "el golpe de Ali contra Amr ibn Abd-Wud es más valioso que la adoración de toda la humanidad y los genios hasta el Día del Juicio". Ali también defendió a Mahoma en la batalla de Hunáin en 630 DC.
En el año 630 DC, los infieles de La Meca se rindieron a los musulmanes y Mahoma conquistó La Meca. Mahoma le pidió a Ali que garantizara que la victoria terminaría sin derramamiento de sangre, porque Mahoma había prohibido a los musulmanes vengarse. Muhammad también le ordenó a Ali que rompiera los ídolos dentro de la Kaaba.
Sherira Gaon (c. 906-c. 1006) describe en una responsa cómo el jefe de la comunidad judía en Peroz-Shapur (ahora al-ʾAnbār), una comunidad de unos 90000, dio una cálida bienvenida a Ali ibn Abi Tálib cuando marchó con su ejército en el país y lo conquistó, y cómo los recibió con una disposición amistosa.

### Misiones importantes
Después de la migración a Medina, Ali emprendió varias misiones importantes. Muhammad lo nombró como uno de los escribas del Corán. En Medina, cuando Muhammad estableció un vínculo de hermandad entre los emigrantes y los Ansares, eligió a Ali como su hermano. En el año 9 de la Hégira, Ali se convirtió en el autor del texto de paz de Hudaybiya. En el año 630 DC, el año anterior a la conquista de La Meca, Mahoma comunicó la sura "Absolución de los politeístas (arrepentimiento)" por Ali a los mecanos mientras se esperaba que Abu Bakr lo hiciera como líder de la caravana del Hayy.
El Profeta atribuyó la razón de este cambio a Dios, quien le pidió a Muhammad que hiciera la misión él mismo o uno de sus familiares. Un año después, Muhammad envió a Ali a Yemen para difundir las enseñanzas islámicas, lo que se conoce como La Sariyya de Ali ibn Abi Talib. Ali fue elegido para romper los ídolos dentro de la Kaaba y otros ídolos adorados por las tribus de Aus, Jazray y Tay.

#### Evento de Mubahalah
Según los informes, en el año 631 DC, un enviado cristiano árabe de Naŷrán (actualmente en el norte de Yemen y en una región de Arabia Saudita) llegó a Mahoma para discutir cuál de las dos partes estaba equivocada en su doctrina sobre 'Isa (Jesús). Después de comparar el nacimiento milagroso de Jesús con la creación de Adán, Mahoma los llamó a mubahala (conversación), donde cada grupo debía traer a sus hombres, mujeres y niños, y pedirle a Dios que maldijera al grupo mentiroso y a sus seguidores.
Para demostrarles que era un profeta, Mahoma trajo a su hija Fátima, a Ali y a sus nietos Hasan y Husáin. Se dirigió a los cristianos y les dijo "estos son mi familia" y se cubrió a sí mismo y a su familia con un manto. Según fuentes musulmanas, cuando uno de los monjes cristianos les vio la cara, aconsejó a sus compañeros que se retiraran de la Mubahala por sus vidas y familias.
Así que los monjes cristianos desaparecieron de Mubahala. Según Allameh Tabatabaí en Tafsir al-Mizan, la palabra "Nosotros mismos" en el verso se refiere a Ali. Luego narra que el Imam Ali ibn Musa al-Rida, el octavo Imam de los chiitas, en una discusión con Al-Ma'mún, califa abasí, se refirió al verso para demostrar la superioridad de la progenie de Mahoma sobre el resto de la comunidad musulmana, y lo consideró una prueba para que el califato era el derecho de Ali, ya que Dios había considerado a Ali como el mismo Profeta Mahoma.

#### Ghadir Jumm
Cuando Mahoma regresaba de su última peregrinación el año 632 DC, expresó un sermón sobre Ali, lo que es interpretado de manera muy diferente por sunitas y chiitas. Detuvo la caravana de los peregrinos en Ghadir Jumm. El Profeta ordenó que reunieran a los peregrinos que se marcharon y esperaran a los que no llegaron. Después de hacer la oración colectiva, El Profeta comenzó a expresar un sermón.

Según la Enciclopedia del Islam:
Tomando a Ali de la mano, Muhammad preguntó a sus fieles seguidores si él, Mahoma, no estaba más cerca (awlā) de los Creyentes que ellos mismos; la multitud gritó: "¡Así es, oh Apóstol de Dios!"; luego declaró: "quien yo soy su mawla, Ali será también su mawla" (man kuntu mawlāhu fa-ʿAlī mawlāhu)".
Los chiitas consideran que mawla significa líder y estas declaraciones constituyen la designación de Ali como el sucesor de Mahoma y como el primer Imam. Por el contrario, Los sunitas consideran que mawla significa amigo y este hadiz se debe a la enemistad entre los Compañeros de Muhammad y Ali, que ocurrió en Yemen por la distribución del botín de la guerra. Según los sunnitas, después de la guerra en Yemen, Ali le dijo a los compañeros que el Profeta dividiera el botín entre nosotros, pero los Compañeros no estuvieron de acuerdo. Ali le contó la historia a Muhammad, y debido a esto, Muhammad los invitó a ser amigos de Ali y eliminar los rencores con él, y colocó a Ali como su sucesor en las responsabilidades familiares después de su muerte, pero no se trataba de una designación de autoridad política. Muchos sufíes también interpretan el episodio como la transferencia del poder espiritual y la autoridad de Mahoma a Ali, a quien consideran el valí por excelencia. Las fuentes, tanto chiitas como sunitas, afirman que, después del sermón, Abu Bakr, Úmar y Uzmán le juraron lealtad a Ali.

### Hadiz de papel y pluma
Según al-Bujari, poco antes de su muerte, el Profeta del Islam pidió papel y pluma para escribir algo para que la Ummah nunca se extraviara tras él. Umar ibn al-Jattab, que estaba presente en la reunión, se opuso a la voluntad de Muhammad, argumentando que la enfermedad había vencido al Profeta y que el Corán era suficiente para ellos. Esto provocó una discusión entre los presentes, por lo que Mahoma les pidió que se fueran. 
En este sentido, Ibn Abi al-Hadid se refiere a la conversación entre Abdullah ibn Abbas y Umar ibn al-Jattab durante su califato, en la que Umar considera que la razón para impedir la voluntad final de Mahoma era el temor a la disensión de la Ummah islámica como resultado del nombramiento de Ali como su sucesor, porque según Umar, los coraichitas no siguieron a Ali porque era joven y los árabes se rebelaron contra él en todas partes del territorio islámico. Desde la perspectiva de los chiitas, aunque el Profeta no logró nombrar a Ali en el final de su vida, pero lo hizo muchas veces antes.

## Después del fallecimiento del profeta del islam
La siguiente fase de la vida de Ali ibn Abi-Tálib comenzó en 632 DC, después de la muerte de Mahoma, y duró hasta el asesinato de Uzmán ibn Affan, el tercer califa, en 656 DC. Durante esos 24 años, Ali no participó en batallas ni en conquistas. Tampoco asumió ningún cargo ejecutivo, y en cambio se retiró de los asuntos políticos, especialmente después de la muerte de su esposa, Fátima az-Zahra. Usaba su tiempo para servir a su familia y trabajar como agricultor. Ali cavó muchos pozos y plantó jardines cerca de Medina y los dotó para uso público. Estos pozos se conocen hoy como: "Abar Ali" (Los Pozos de Ali).
Ali compiló una versión completa del Corán (al-mus'haf), seis meses después de la muerte de Mahoma. El volumen fue completado y transportado en camello para mostrárselo a otras personas en Medina. El orden de este al-mus'haf difería del que se recopiló más tarde durante la era uzmánica. Este libro fue rechazado por la junta de gobierno para la recopilación del Corán cuando les fue ofreciendo. A pesar de esto, Ali no opuso resistencia a su propio mus'haf .

### Ali y los califas Rashidun
A la muerte de Mahoma en el año 632 DC, la comunidad musulmana no estaba preparada para la muerte de su líder y muchos experimentaron un profundo impacto. Inmediatamente después de su muerte se creó una gran división con respecto a quién debería ser el sucesor del Profeta como líder político y espiritual de la comunidad. La división de los musulmanes en ramas sunitas y chiitas tiene sus raíces en esta diferencia: El islam chiita sostiene que Ali ibn Abi Talib era el sucesor designado del profeta Mahoma como cabeza de la comunidad, mientras que el islam suní mantiene que Abu Bakr as-Siddiq es el primer líder después de Mahoma sobre la base de su elección por parte de la comunidad.
Mientras Ali preparaba el cuerpo de Mahoma para el entierro y realizaba sus ritos funerarios, unos de los Ansar se reunieron en Saqifa de Bani Sa'ida. Tres de los emigrantes, incluidos Abu Bakr ibn Abi Quhafa, Umar bin al-Jattab y Abu Ubaida ibn al-Yarrah, que se enteraron de la reunión, se fueron allí. Aparte de estos, un grupo de Banu Aus y también un grupo de Banu Jazray estaban presentes en la comunidad de Saqifa junto con su líder Sa'd ibn Ubada mientras estaba enfermo. La discusión comenzó y al principio cada grupo expresó sus virtudes, considerando su mismo más digno para el califato que el otro. Uno de los Ansar habló sobre sus virtudes, y Abu Bakr en su discurso declaró las virtudes de los Muhayirun, explicando que después de la muerte del Profeta, los árabes obedecerán sólo a una persona de la tribu del Profeta Muhammad, y los Ansar no pueden liderar la sociedad creada por Mahoma. 
Después de que las palabras de Abu Bakr no dieran resultados, pidió a ambos grupos que evitaran desacuerdos y juraran lealtad a Umar Ibn al-Jattab o Abu Ubaida ibn al-Yarrah. En ese momento, Umar le dijo a Abu Bakr:  no nos merece el califato mientras existe una persona como tú. Al disminuir los ruidos, Umar tomó la mano de Abu Bakr y le juró lealtad, siguiéndolo, otros emigrantes y Ansar también juraron lealtad a Abu Bakr. El evento de Saqifa se puso completamente a favor de Abu Bakr cuando Banu Aslam, que era una rama de los Banu Jazray, llegó a Medina en gran número y juraron lealtad a Abu Bakr. Según Ibn Abbas, mientras Umar narraba el evento de Saqifa, lo describió como una lealtad apresurada, diciendo "fue una cosa apresurada de la que Dios protegió a la gente".
Abu Bakr fue entonces aceptado de manera casi universal como la cabeza de la comunidad musulmana, asumiendo el título de Califa, ‘sucesor del Mensajero de Dios’ (خليفة رسول الله jalīfat Rasūl Allāh), como resultado de Saqifa, si bien tuvo que enfrentar oposición debido a la naturaleza apresurada del evento. Varios de los compañeros, el más prominente de ellos siendo Ali, se rehusaron inicialmente a reconocer su autoridad. Entre los chiíes se afirma también que Alí había sido designado previamente como heredero de Mahoma y que la elección era una contravención a los deseos del Profeta.
En cualquier caso, después de la reunión en Saqifa, Úmar y sus partidarios supuestamente fueron enviados por el nuevo califa a la casa de Ali donde se habían reunido Ali, Fátima y algunos de sus aliados. Según varios eruditos, como Al-Tabari e Ibn Qutaybah, Úmar amenazó con quemar la casa si Ali se negara a reconocer la autoridad de Abu Bakr. Por otra parte, el historiador Al-Baladhuri afirma que el altercado nunca se puso violento y que terminó con la sumisión de Ali, y algunas narraciones añaden que Umar y sus compañeros entraron por la fuerza en la casa de Ali, lo que habría provocado que Fátima perdiera a su hijo en vientre, Muhsin.
Según el libro Sulaym ibn Qays (atribuido a Sulaym ibn Qays, pero posiblemente una creación mucho más tardía) en este evento Ali fue arrastrado fuera de la casa con una cuerda atada alrededor del cuello. Estos eventos han sido motivo de disputa, con varias fuentes históricas tempranas argumentando que el hijo de Fátima, Muhsin, había muerto en su infancia y no por un aborto espontáneo. Otras fuentes añaden que Ali más tarde ofreció voluntariamente a Abu Bakr su juramento de lealtad y pronunció un discurso lleno de elogios durante su funeral. La profesora Coeli Fitzpatrick conjetura que la historia del altercado refleja las agendas políticas del período y, por lo tanto, debe tratarse con cautela.
En todo caso, la cuestión de la sucesión de Muhammad hizo que los musulmanes se dividieran en dos grupos, sunitas y chiitas. Los sunitas afirman que si bien Muhammad nunca nombró un sucesor y Abu Bakr fue elegido como el primer califa por la comunidad musulmana. Los sunitas reconocen a los primeros cuatro califas como legítimos sucesores de Mahoma (califas Rashidun, o correctamente guiados), en tanto que los chiitas creen que Muhammad nombró explícitamente a Ali como su sucesor en Ghadir Jumm y el liderazgo musulmán le pertenecía por orden divina.
Según Wilferd Madelung, el propio Ali estaba firmemente convencido de su legitimidad para el califato, basada en su estrecho parentesco con Mahoma, su conocimiento del Islam y sus méritos para servir su causa. Le dijo a Abu Bakr que su demora en jurarle lealtad (bay'a) se basaba en que creía en su propio derecho al califato. Ali no cambió de opinión cuando finalmente le juró lealtad a Abu Bakr y luego a Úmar y a Uzmán, pero lo hizo por el bien de la unidad del Islam, en el momento en el que estaba claro que los musulmanes no le querían. Ali también creía que podía cumplir el papel de imán sin necesidad de ir a la batalla.
Al comienzo del califato de Abu Bakr, hubo una disputa sobre la dote de Muhammad a su hija, Fátima, especialmente el oasis de Fadak, entre Fátima y Ali de una parte y Abu Bakr por la otra. Fátima le pidió a Abu Bakr que les devolviera sus propiedades, las tierras de Fadak y Jáibar, pero Abu Bakr se lo negó y le dijo que los profetas no tenían ningún legado y que Fadak pertenecía a la comunidad musulmana, diciendo: "Dijo el mensajero de Diós: nosotros los profetas no tenemos herederos y lo que dejamos se considera como una Sadaqa". Cuando Abu Bakr le pidió a Ali que convocara a testigos para su reclamo, Ali testificó que Mahoma se había concedido las tierras de Fdadk a Fátima az-Zahra. Fátima se enojó con Abu Bakr y dejó de hablarle hasta su muerte. Según algunas fuentes, 'Ali no prestó juramento de lealtad a Abu Bakr antes de la muerte de su esposa, Fátima, en el año 633 DC.
Durante el califato de Umar, Ali de nuevo reclamó las herencias paternas de Fátima; Pero la respuesta de Umar fue la misma que la de Abu Bakr. Si bien, Umar aceptó que devolviera unas tierras de Medina, que se consideraban parte de la herencia de Fátima, a los hijos de Abbas ibn Abd al-Muttalib, que eran los representantes de Bani Hashim; Sin embargo, las tierras de Fadak y Jaybar siguieron siendo propiedad del gobierno y no fueron devueltas a Bani Hashim.
Según algunos historiadores musulmanes, Ali ibn Abi-Tálib era uno de los asesores de Umar. Sus consejos eran principalmente sobre las reglas islámicas, porque tenía un profundo conocimiento del Corán y la Sunnah. Sin embargo, hay dudas si Umar aceptaba los consejos políticos de Ali. Durante el gobierno de Umar y Uzman, Ali no aceptaba ningún cargo oficial del gobierno, militar o político y no estaba presente en ningún de las guerra .
Ali fue uno de los miembros del consejo electoral designado por Úmar para eliegir al tercer califa. Aunque Ali era uno de los dos candidatos principales, el consejo se inclinó en su contra. Sa'd ibn Abi Waqqas y Abdur Rahman bin Awf, que eran primos, estaban naturalmente inclinados a apoyar a Uzmán, quien era cuñado de Abdur Rahman. Además, Úmar dio el voto decisivo a Abdur Rahman y él ofreció el califato a Ali con la condición de que gobernase de acuerdo con el Corán, con el ejemplo dado por Mahoma, y con los precedentes establecidos por los dos primeros califas. Ali rechazó la tercera condición, mientras que Uzmán la aceptó. Según Ibn Abi al-Hadid en sus comentarios sobre Nahy al-Balaga, Ali insistió en su prominencia a este punto, pero la mayoría de los electores apoyaron a Uzmán y se instó a Ali a aceptarlo a regañadientes.
Uzmán ibn 'Affan expresó generosidad hacia los miembros de su clan, el Banu Abd-Shams, que parecían tener control sobre él, y su supuesto maltrato arrogante hacia varios de los primeros compañeros como Abu Dharr al-Ghifari, Abd-Allah ibn Mas'ud y Ammar ibn Yasir provocó indignación entre algunos grupos de personas. Resistencia abierta en su contra surgió en 650-651 DC en la mayor parte del imperio. El descontento contra su gobierno y contra los gobiernos designados por él no se limitaba a las provincias fuera de Arabia. Cuando los miembros del clan de Uzmán, especialmente Marwán, ganaron control sobre él, los nobles compañeros, incluyendo a la mayoría de los miembros del consejo elector, se volvieron contra él o al menos le retiraron su apoyo, presionando al califa a que enmendara sus caminos y redujera la influencia de sus asertivos parientes.
Para este momento, Ali había actuado como una influencia restrictiva sobre Uzmán sin oponerse directamente a él. En varias ocasiones Ali estuvo en desacuerdo con Uzmán en la aplicación de los Hudud, y había mostrado públicamente simpatía por Abu Dharr al-Ghifari y hablado enérgicamente en defensa de Ammar ibn Yasir. Ali transmitía a Uzmán las críticas de otros Compañeros, actuando en nombre de Uzmán como negociador con la oposición provincial que había llegado a Medina. Debido a esto parece haber surgido cierta desconfianza entre Ali y la familia de Uzmán. Ali trató de mitigar la severidad del asedio que se alzó contra la casa de Uzmán con su insistencia en que se le permitiera agua, y envió a sus hijos Hasán y Husáin a vigilar su casa.
Hay desacuerdo entre los historiadores sobre la relación entre Ali y Uzmán. Aunque Ali juró lealtad a Uzmán, no estaba de acuerdo con algunas de sus políticas. En particular, se enfrentaba a Uzmán sobre la cuestión de la ley religiosa, insistiendo en que se debía imponer un castigo religioso en varios casos, como los de Ubayd Allah ibn Umar y Walid ibn Uqba. En 650 DC, durante la peregrinación, le reprochó a Uzmán sus cambios del ritual de la oración. Cuando Uzmán declaró que tomaría todo lo que necesitara del fey'  Ali exclamó que en ese caso el califa sería impedido por la fuerza. Ali hacia sus esfuerzos para proteger a compañeros como Ibn Mas'ud del maltrato por parte del califa. Por lo tanto, algunos historiadores consideran a Ali como uno de los principales miembros de la oposición contra Uzmán. Sin embargo, Wilferd Madelung rechaza esta conclusión debido al hecho de que Ali no tenía el apoyo de los coraichitas para ser elegido como un califa. Según él, ni siquiera hay evidencia de que Ali tuviese estrechas relaciones con rebeldes que apoyaran su califato, y mucho menos dirigió sus acciones. Algunas otras fuentes dicen que Ali había actuado como una influencia restrictiva sobre Uzmán sin oponerse directamente a él. Sin embargo, Madelung relata que Marwán le dijo a Zayn al-Abidin, el nieto de Ali, que "Nadie [entre la nobleza islámica] fue más tranquilo hacia nuestro maestro que vuestro maestro".

## Califato
Ali era el califa de los musulmanes entre 656 y 661 DC durante la Primera Fitna, uno de los períodos más turbulentos de la historia musulmana. Dado que los conflictos en los que Ali participaba se perpetuaron en la polémica historiografía sectaria, el material biográfico suele estar sesgado. Sin embargo, las fuentes coinciden en que Ali era un hombre profundamente religioso, dedicado a la causa del Islam y al imperio de la justicia de acuerdo con el Corán y la Sunna. Las fuentes abundan en comentarios sobre su austeridad, su rigurosa observancia de los deberes religiosos y su desprendimiento de los bienes terrenales. Los autores han señalado que Ali ibn Abi-Tálib se mantuvo firme en sus principios y no los comprometió en busca de su propio beneficio político.

### Elección
El asesinato de Uthmán significó que los rebeldes tuvieron que elegir un nuevo califa. Esto resultó difícil ya que los rebeldes se dividieron en varios grupos: los muhaŷirun, los ansar, los egipcios, los kufanos y los basoritas. Había tres candidatos: Ali, Talhah y Al-Zubayr, estos dos últimos compañeros del Profeta y parte de los diez de quien el Profeta dijera que según un hadiz irían al paraíso. Los acontecimientos exactos que llevaron al nombramiento y al reconocimiento público de Ali como califa en vez de Talhah y Al-Zubayr son relativamente inciertos y contradictorios.
Primero, los rebeldes se acercaron a Ali y le ofrecieron como el califato. Algunos de los compañeros trataron de persuadir a Ali para que aceptara el cargo, pero él rechazó la oferta, solicitando que lo nombraran consejero en lugar de jefe. Talhah, al-Zubayr y otros compañeros también rechazaron la oferta de los rebeldes. Por lo tanto, los rebeldes advirtieron a los habitantes de Medina que seleccionaran un califa dentro de un día, o tomarían medidas drásticas. Para resolver el estancamiento, los musulmanes se reunieron en la Mezquita del Profeta el 18 de junio de 656 DC para nombrar al califa.
Al principio, Ali se negó a aceptar el califato, simplemente porque sus partidarios más vigorosos eran rebeldes. Sin embargo, cuando algunos notables compañeros de Mhammad, además de los vecinos de Medina, le instaron, finalmente lo accedió. Según la narración de Abu Mijnaf, Talhah y Al-Zubayr eran los primeros compañeros prominentes que le juraron lealtad a Ali, pero otros informes afirmaron lo contrario, indicando que ellos se pusieron obligados a hacerlo. Además, Talhah y Al-Zubayr afirmaron más tarde que lo apoyaron solo a regañadientes. Independientemente, Ali refutó estas afirmaciones, insistiendo en que lo reconocieron como califa voluntariamente.
Según Wilferd Madelung, la coacción no fue un factor y que se comprometieron públicamente en la mezquita. Si bien la abrumadora mayoría de la población de Medina, así como muchos de los rebeldes, le juraron lealtad, algunas figuras o tribus importantes no lo hicieron. Los omeyas, parientes de Uthmán, huyeron al Levante o permanecieron en sus casas, negando más tarde la legitimidad de Ali. Sa'ad ibn Abi Waqqas estaba ausente y Abdullah ibn' Umar se abstuvo de jurar lealtad, pero ambos le aseguraron a Ali que no actuarían en su contra. Ali heredó así el califato Rashidun, que se extendía desde Egipto en el occidente hasta los altiplanos iraníes en el oriente, mientras que la situación en el Hiyaz y las otras provincias en vísperas de su elección no estaba resuelta.
Uthmán había designado a miembros de su familia como gobernadores y los puso además en otros puestos de poder, y el descontento público con este nepotismo había sido uno de los factores que había provocado una rebelión en su contra. Además, los gobernadores de Uthmán eran ampliamente conocidos por su corrupción y saqueo. Poco después de que Ali se convirtiera en califa, destituyó a los gobernadores de Uthmán inmediatamente, en contra del consejo de sus asesores de que no era políticamente prudente hacerlo, ya que se negaba a ser cómplice de su injusticia y corrupción.
Según Madelung, Ali estaba profundamente convencido de su derecho y de su misión religiosa, no estaba dispuesto a comprometer sus principios en aras de la conveniencia política y estaba dispuesto a luchar contra obstáculos abrumadores. Algunos de los gobernadores nombrados por Uthmán fueron reemplazados, pero otros, como Muawiya (un pariente de Uthmán y gobernador del Levante), se negaron a someterse a las órdenes de Ali.
La elección de Ali como califa fue pues, problemática y controvertida. Según las normas que Abu Bakr y Umar habían establecido, como el que el nuevo califa fuera designado por consenso de una shura de compañeros del Profeta, el califato de Ali carecía de legitimidad. Asimismo, carecía de respaldo entre los coraichitas, quienes habían gozado de poder sobre la decisión gracias a las normas impuestas por Abu Bakr.
A la vez, Ali ibn Abi-Tálib estaba firmemente convencido de la legitimidad de su nombramiento, con base en su parentesco cercano con el Profeta, su temprana aceptación y conocimiento del islam, y sus méritos militares y civiles al servir a la causa del islam. La irregular elección, apoyada por los rebeldes de las provincias y por los Ansar (conversos al islam de Medina) a quienes Abu Bakr había privado del derecho al voto, dejó a la comunidad musulmana dividida profundamente en tres facciones: Por una parte, Ali y sus partidarios. En segundo lugar, los omeyas, encabezados por Mu'awiya y Marwán, y sus partidarios que creían que el califato que habían obtenido a través de su pariente Uthmán, se había convertido en su propiedad. Finalmente, el grupo de la mayoría de coraichitas que esperaba restaurar el califato coraichita sobre los principios establecidos por Abu Bakr y Umar. En tanto cada facción estaba lista para luchar por sus presuntos derechos, el Islam se vio envuelto en una brutal guerra interna que se extendió hasta después del fin del califato de Ali.

### Discurso inaugural en Medina
Cuando Ali fue nombrado como califa, declaró ante los ciudadanos de Medina que la política musulmana había llegado a estar plagada de disensiones y discordias, deseando purgar el islam de cualquier mal. Ali le aconsejó a la población que se comportaran como verdaderos musulmanes, advirtiendo que no toleraría la sedición y que quienes fueran declarados culpables de actividades subversivas serían tratados con dureza.

### Primera fitna
Aisha, una de las esposas del Profeta del Islam, nunca le había perdonado a Ali ibn Abi-Tálib que le hubiera sugerido a Mahoma que se divorciase de ella. Tras el asesinato de Uthmán, Aisha se unió a Talha, Al-Zubayr y a los Omeyas, especialmente Mu'awiya y Marwán I (familiares de Uthmán), quienes supuestamente querían que Ali castigara a los alborotadores que habían matado a Uthmán. Reunieron todos sus tropas con el supuesto propósito de capturar a los asesinos de Uthmán y acamparon cerca de Basora. Las conversaciones duraron muchos días y el acalorado intercambio y las protestas que siguieron durante el diálogo pasaron de las palabras a los golpes, lo que provocó la pérdida de vidas por ambas partes. En la confusión, estalló la Batalla del Camello (llamada así porque Aisha supervisaba a las tropas a lomo de camello) en 656  DC, donde Tahla y Al-Zubayr murieron y Ali salió victorioso. 

Se ha sugerido que el asesinato de Uthmán fue usado como un pretexto para buscar sus propias ambiciones políticas porque encontraron el califato de Ali en contra de su propio beneficio. Los rebeldes sostenían en cambio que Uthmán había sido justamente asesinado, por no gobernar según El Corán y La Sunna, y que por tanto, no debía invocarse ninguna venganza. Algunos afirmaban que el califato le había sido dado a Ali como un regalo de los rebeldes y que Ali no tenía la fuerza suficiente para controlarlos o castigarlos, mientras que otros afirmaban que Ali había aceptado el argumento de los rebeldes o que al menos no consideraba a Uthmán como un gobernante justo. El propio Ali escribió, en el Nahy al-Balagha, que los omeyas lo culparon del asesinato de Uthmán.
El conocimiento que los omeyas tenían de mí no les impidió acusarme, ni mi precedencia en la aceptación del Islam impidió que estas personas ignorantes me culparan. Las amonestaciones de Alá son más elocuentes que mi lengua. Soy el contendiente contra los que se apartan de la Fe y el oponente de quienes albergan dudas. Las incertidumbres deben colocarse ante el Corán, el Libro de Alá (para ser aclaradas). Ciertamente, la gente será recompensada según lo que tenga en su corazón. - Nahy al-Balagha: Sermón 75
Los problemas de Ali no cesaron con la victoria en la batalla del Camello, pues le surgió un nuevo oponente, Mu'awiya, quien era un miembro del clan omeya y familiar de Uthmán y tenía considerable poder sobre él. Mu'awiya era el gobernador de Siria durante el califato de Uthmán. En tales circunstancias, se produjo un cisma que condujo a la primera guerra civil en la historia del Islam. Algunos musulmanes, conocidos como uthmaníes (los partidarios de Uthmán), entre ellos Mu'awiya y sus partidarios, consideraban a Uthmán como un califa legítimo y justo hasta el final de la vida, que había sido asesinado ilegalmente. Otros, conocidos como el partido de Ali, creían que Uthmán había caído en un error, había perdido el derecho al califato y había sido ejecutado legalmente por negarse a enmendar sus caminos o renunciar; por lo tanto, Ali era el Imam justo y verdadero y sus oponentes eran infieles. Esta no era la posición del propio Ali. Esta guerra civil generó divisiones permanentes dentro de la comunidad musulmana sobre quién tenía el derecho legítimo a ocupar el califato. La Primera Fitna, 656–661 DC, siguió pues al asesinato de Uthmán, continuó durante el califato de Ali y terminó cuando Mu'awiya asumió el califato, y se lamenta como el final de la unidad inicial de la umma (nación) islámica.

#### Conflicto con Muawiya y arbitraje
Ali nombró a Abd Allah ibn al'-Abbas como gobernador de Basora, mientras Mu'awiya rechazó jurar lealtad a Ali. Ali abrió negociaciones, pero Mu'awiya insistió en la autonomía de su gobierno en Siria. Mu'awiya movilizó un ejército hacia Ali y se negó a rendir lealtad a él con el pretexto de que no había participado en las elecciones para elegir el cuarto califa. Ali le respondió trasladando sus ejércitos al norte y los dos bandos acamparon en Siffin durante más de cien días. La mayor parte del tiempo se pasó en negociaciones. Aunque Ali intercambió varias cartas con Mu'awiya, no logró hacerlo retirar ni persuadirlo de que le jurara lealtad. Las constantes escaramuzas entre dos ejércitos finalmente dieron inicio a la batalla de Siffín en 657 DC.
Tras una semana de combate, estalló una violenta batalla nocturna, conocida como Laylat al-Harir (la noche del clamor). Cuando el ejército de Mu'awiya estaba a punto de ser derrotado, Amr ibn al-As le aconsejó a Mu'awiya que sus soldados izaran las papeles del mus'haf (pergaminos inscritos con versículos del Corán o copias completas del mismo) en las puntas de sus lanza para causar desacuerdos y confusión entre el ejército de Ali. Ali entendió la estratagema, pero sólo una minoría de sus tropas estaba de acuerdo con él y quería continuar con la guerra. A pesar del desacuerdo de Alí los dos ejércitos finalmente acordaron resolver el asunto de quién debería ser califa mediante arbitraje.
La oposición del grupo más grande dentro del ejército de Ali a luchar era el factor decisivo en la aceptación del arbitraje. El califa se adhirió a la voluntad de la mayoría en su ejército, aceptando la propuesta del arbitraje. Además, Ali estaba de acuerdo con la demanda de Amr ibn al-As de eliminar su título formal de Amīr al-muʾminīn  (comandante de los fieles o príncipe de los creyentes, el título tradicional de un califa), del inicial documento del arbitraje redactado el 2 de agosto en el año 657 DC. Según Kennedy, el acuerdo obligó a Ali "a negociar con Mu'awiya en igualdad de condiciones, dejando su derecho indiscutible a liderar la comunidad", y Madelung afirma que "le dio a Mu'awiya una victoria moral" antes de inducir una "desastrosa división en las filas de las fuerzas del ejército de Ali".
La cuestión de si el árbitro escogido representaría a Ali o a los Kufanos provocó una nueva división en el ejército de Ali. Ash'ath ibn Qays y algunos otros rechazaron a los nominados de Ali, Abd Allah ibn 'Abbas y Malik al-Ashtar, e insistieron en que Abu Musa al-Ash'ari, fuera el árbitro por su neutralidad. Finalmente, se instó a Ali a aceptar a Abu Musa como árbitro. En el otro ejército, Amr ibn al-As fue designado por Mua'wiya como su árbitro. Siete meses después de la batalla, en febrero de 658, los dos árbitros se reunieron en Adhruh a unos 14 kilómetros al noroeste de Ma'an en Jordania. Amr ibn al-As convenció a Abu Musa al-Ash'ari de que tanto Ali como Mua'wiya debían recunciar, elegiendo un nuevo califa. Ali y sus seguidores quedaron atónitos por la decisión, que había rebajado al califa legal al estatus de un rebelde como Mu'awiya. Así pues, Mua'wiya y Amr ibn al-As fueron más listos que Ali.
Cuando los árbitros se reunieron en Dumat al-Yandal, se organizaron una serie de reuniones diarias para discutir los asuntos en cuestión. Al llegar el momento de tomar una decisión sobre el califato, Amr bin al-As convenció a Abu Musa al-Ash'ari de que debían privar tanto a Ali como a Mu'awiya del califato, dando a los musulmanes el derecho de elegir al califa. Abu Musa al-Ash'ari también estaba de acuerdo. Según Poonawala, parece que los árbitros y otras personas eminentes, excluyendo a los representantes de Ali, se reunieron en enero de 659 a discutir la selección del nuevo califa. Amr bin al-As entonces apoyó a Mu'awiya, mientras que Abu Musa prefirió a su yerno, Abdullah ibn Umar, pero Abdullah se lo negó  por falta de unanimidad. Entonces Abu Musa propuso deponer tanto a Ali como a Mu'awiya y Amr estaba de acuerdo, sometiendo la selección del nuevo califa a una Shura. En la suguiente declaración pública, Abu Musa observó su parte del acuerdo, pero al contrario del anterior acuerdo  Amr declaró que Ali debe ser depuesto y Mu'awiya debe ser el califa.
Ali ibn Abi-Tálib se negó a aceptar la decisión y se encontró técnicamente en violación de su promesa de cumplir con el arbitraje. Entonces protestó que tal decisión era contraria al Corán y la Sunna y por lo tanto no es vinculante. Luego trató de armar un nuevo ejército, pero solo los Ansar, los remanentes de los Qurra liderados por Malik al-Ashtar, y algunos miembros de su clan le permanecieron leales. Esto puso a Ali en una posición débil incluso entre sus propios seguidores. El arbitraje resultó en la disolución de la coalición de 'Ali, lo que según algunos historiadores era el propósito de Mu'awiya.
Para hacer la situación peor para Mu'awiya, un vociferante grupo de sus partidarios rechazó el acuerdo, y finalmente, se volvió contra él, exigiendo que los musulmanes se adhirieran solo al "juicio de Dios" (la hukma illa li-llah, manifestado en el campo de batalla y en los mandamientos judiciales del Corán) en lugar de juicios humanos falibles ejercidos en el arbitraje. Este grupo de unos 12,000 hombres, conocido como los Qurra que había participado en el asesinato de Uthmán, se retiraron en Kufa y se instalaron en Harura, y llegaron a ser conocido como los Jariyitas ("los rebeldes"), y empezaron a considerar infieles a todos sus enemigos. Así que el arbitraje acordado en Siffin no había resuelto el conflicto y la comunidad islámica se dividió en tres grupos rivales: los partidarios de Ali, los partidarios de Mu'awiya y los jariyitas.

#### Reanudación de las hostilidades y conflicto con los jariyíes
Los jariyitas rehusaron negociar con Ali, a quien empezaron a llamar infiel (kafir) por aceptar el arbitraje y se negaron a apoyarlo en contra de Mu'awiya. Ali quería dejarlos, pero cuando empezaron a asesinar a sus partidarios, incluyendo al gobernador de Nahrawan, decidió enfrentarlos. En 659 DC, las fuerzas de Ali y los jariyitas se encontraron en la batalla de Nahrawan. Aunque Ali ganó la batalla por un gran margen, el conflicto constante había afectado su posición. Mientras lidiaba con los iraquíes, a Ali le resultó difícil construir un ejército disciplinado e instituciones estatales eficaces. También pasó mucho tiempo luchando contra los jariyitas, quienes no desaparecieron con la victoria en Nahrawan y de hecho seguirían rebelándose por décadas contra los omeyas y contra los primeros gobiernos abasíes. Como resultado, a Ali le costaba expandir el estado en su frente oriental.
Casi de manera simultánea, disturbios se estaban gestando en Egipto. Ali ibn Abi-Tálib llamó al gobernador de Egipto, Qais, reemplazándolo por Muhammad ibn Abi Bakr (el hermano de Aisha e hijo del primer califa del Islam, Abu Bakr, y a quien Ali ibn Abi-Tálib lo había tomado como su hijo adoptivo). Mu'awiya autorizó entonces a Amr ibn al-'As a movilizarse contra Egipto, lo que resultó en la victoria en segunda ataque. Amr había conquistado Egipto de mano de los romanos por primera vez dieciocho años antes, pero había sido despedido por Uthmán. Muhammad ibn Abi Bakr no tenía el apoyo popular en Egipto y a pesar de que logró reunir a 2,000 hombres, se dispersaron sin luchar. La capital provincial de Fustat fue capturada y Muhámmad fue ejecutado por orden de Mu'awiya ibn Hudaiy, líder de los rebeldes pro-uthmanitas. La pérdida de Egipto era un gran golpe para la autoridad de Ali, quien tenía las manos ocupadas luchando contra los desertores jariyitas en Irak, y cuyo control en Basora y las dependencias del este y el sur de Irak se estaba erosionando.
En los años siguientes, el ejército de Mu'awiya ocupó muchas ciudades de Irak, lo que los gobernadores de Ali no pudieron evitar, y la gente no ofreció apoyo para la defensa. Mu'awiya se había abstenido de lanzar un asalto directo contra Ali ibn Abi-Tálib. En cambio, su estrategia consistió en sobornar a los jefes tribales del ejército de Ali para que se pasaran a su lado, y en hostigar a los habitantes a lo largo de la frontera occidental de Irak. La primera incursión fue realizada por al-Dahhak ibn Qays al-Fihri contra nómadas y peregrinos musulmanes en el desierto al oeste de Kufa. A esto le siguió un fallido ataque de Nu'man ibn Bashir al-Ansari contra la ciudad Ayn al-Tamr, y luego, en el verano de 660 DC, incursiones exitosas de Sufyan ibn Awf contra las ciudades de Hit y Anbar. En 659/660, Mu'awiya expandió las operaciones al Hiyaz (Arabia occidental, donde se encuentran La Meca y Medina), enviando a Abd Allah ibn Mas'ada al-Fazari a recoger el  impuesto de limosna y a obtener promesas de lealtad a Mu'awiya por parte de los habitantes del oasis Taima.
Esta incursión inicial fue derrotada por los kufanos, mientras que un intento de obtener promesas de lealtad de los coraichitas de La Meca en abril de 660 también fracasó. En el verano, Mu'awiya envió un gran ejército bajo el comando de Busr ibn Abi Artat a conquistar el Hiyaz y Yemen, Ordenándole a Busr que asustara a los habitantes de Medina sin lastimarlos, que dejara en paz a los mecanos, y que matara a cualquiera en Yemen que se negara a jurar lealtad. Busr avanzó a través de Medina, La Meca y Ta'if, sin encontrar resistencia, obteniendo reconocimiento para Mu'awiya de esas ciudades. En Yemen, Busr ejecutó a varios notables de Naŷrán y sus alrededores debido a que habían criticado a Uthmán en el pasado o por tener vínculos con Ali, y masacró a numerosos miembros de la tribu Hamdan y habitantes de Saná y Marib. Antes de que pudiera continuar su campaña en Hadramaut, se retiró al acercarse un ejército de apoyo de los kufanos.
Así, para el final de este periodo, Mu'awiya dominaba Egipto, el Hiyaz, Yemen y otras áreas. En el último año del califato de Ali ibn Abi-Tálib, el estado de ánimo en Kufa y Basora cambió a su favor ya que la gente se desilusionó con el reinado y las políticas de Mu'awiya. Sin embargo, la actitud de la gente hacia Ali difería profundamente. Sólo una pequeña minoría de ellos creía que Ali era el mejor musulmán después de Mahoma y el único con derecho a gobernarlos, mientras que la mayoría lo apoyaba solo gracias a que desconfiaban y se oponían a Mu'awiya.

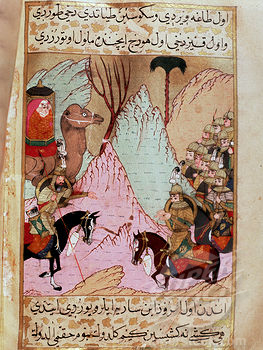
Aisha, sobre un camello, en la batalla del Camello contra Alí. Miniatura del.

## Muerte

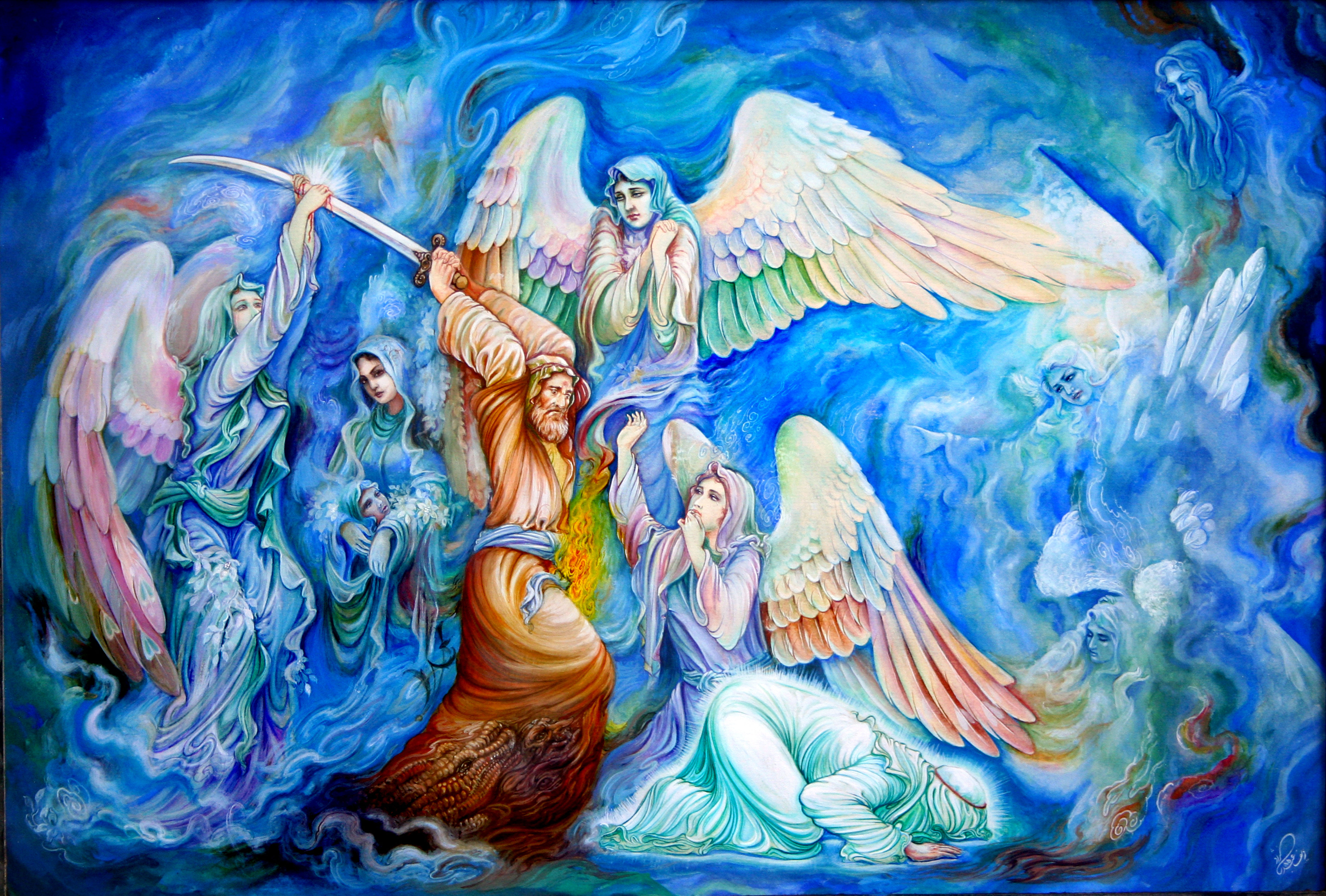
Martirio de Ali ibn Abi Tálib - Pintura de Yousef Abdinejad.

La noticia de las acciones de Busr en Arabia impulsó a las tropas de Ali a unirse en la campaña que tenía planificada contra Mu'awiya, pero la expedición fue abortada como resultado del asesinato de Ali por un jariyita en enero de 661 DC (40 DH). Ali fue asesinado por un muradita fanático de la secta de los jariyitas, llamado Abd al-Rahman ibn Mulyam, quienes planeaban matar al mismo tiempo a Mu'awiya, pero su plan fue fallado. 
El 19 de Ramadán de 40 DH, lo que correspondería al 26 de enero de 661 DC, mientras Ali rezaba en la gran mezquita de Kufa, fue atacado por Ibn Mulyam mediante una espada envenenada, mientras se postraba en el Rezo de Fayr. Alí ordenó a sus hijos que no atacasen a los jariyíes. En caso de que sobreviviera, Ibn Mulyam sería indultado, mientras que si moría, Ibn Mulyam debería recibir sólo un golpe igual (independientemente de si moría o no por el golpe).
Alí murió dos días después, el 28 de enero de 661 DC (21 de Ramadán de 40 DH). Hasan cumplió el Qiṣāṣ (Castigo por ley del talión) y le dio igual castigo a Ibn Mulyam tras de la muerte de Alí. La proclamación de Mu'awiya como Califa, en el 661 DC, puso fin a la época llamada en la historia del islam «de los califas bien guiados» o «califas ortodoxos» (Abu Bakr, Umar, Uthmán y Alí) e inaugura el califato omeya, con capital en Damasco. 
La muerte de Alí ibn Abi-Tálib no cerró la cuestión sucesoria, ya que sus partidarios pronto se rebelaron contra el Califa de Damasco, aclamando a los hijos de Alí (Hasan, y a la muerte de él, Husáin) como legítimos sucesores y los nietos del profeta. El personaje de Alí goza de gran popularidad en el mundo islámico, sobre todo, lógicamente, entre los chiíes. Su mausoleo en la ciudad de Náyaf es un importante lugar de devoción chií y suní.

## Reacciones ante su Muerte
Después de la muerte de Ali, los musulmanes de Kufa le juraron lealtad a su hijo mayor Hasan, ya que Ali en muchas ocasiones había declarado que sólo la gente de la Casa de Mahoma tenía derecho de gobernar la comunidad musulmana. En este periodo, Mu'awiya que dominaba tanto el Levante como Egipto, como comandante de la fuerza más grande del imperio musulmán y el califa de los musulmanes, había llevado a su ejército a Irak, la sede del califato de Hasan ibn Ali.
Estalló una guerra durante la cual Mu'awiya atrajo a su favor gradualmente a los generales y comandantes del ejército de Hasan con grandes sumas de dinero y promesas engañosas hasta que el ejército se rebeló contra él. Finalmente, Hasan se vio obligado a hacer las paces y cederle el califato a Mu'awiya, lo que luego se cambió a un reino secular (Sultanato). El califato de los omeyas se convirtió más tarde en una monarquía centralizada bajo el reinado Abd al-Málik ibn Marwán.
Los omeyas ejercieron una presión extrema sobre la familia de Ali ibn Abi-Tálib y sus chiitas. Durante 60 años después, maldecir públicamente al Imam Ali en las oraciones congregacionales se convirtió en una práctica regular hasta que Úmar ibn Abd al-Aziz la prohibió.
Madelung escribe:
La altanería, el desgobierno y la represión de los omeyas iban a convertir gradualmente a la minoría de admiradores de Ali en una mayoría. En la memoria de las generaciones posteriores, Ali se convirtió en el Comandante de los Fieles ideal. Frente al falso reclamo omeya sobre su legítima soberanía en el islam como Vice-regentes de Dios en la tierra, y en vista de la traición omeya, su gobierno arbitrario y divisivo y su retribución vengativa, llegaron a apreciar su honestidad [la de Ali], su inquebrantable devoción al reinado del Islam, su profunda lealtad personal, su trato equitativo a todos sus seguidores y su generosidad al perdonar a sus enemigos derrotados.
Ibn Abi'l-Hadid narra lo siguiente sobre el trato omeya hacia Ali y sus seguidores:
"Todo el mundo sabe que cuando los omeyas tomaron las riendas del mundo islámico, no escatimaron esfuerzos para apagar la luz de Ali e inventar fallas en su contra. Además, tomaron la decisión de maldecirlo abiertamente desde los minbares de sus mezquitas y sentenciaron a muerte a cualquiera que mencionara alguno de sus incalculables méritos. También impidieron que la gente relatara cualquier narración que pudiera referirse a alguno de sus elogios. Finalmente, incluso impidieron que la gente llamara a sus recién nacidos por su nombre.": 6 

### Entierro
Según Al-Sheij Al-Mufid, Alí ibn Abi-Tálib no quería que su tumba fuera profanada por sus enemigos, por lo tanto pidió a sus amigos y familia que lo enterraran en secreto. Esta tumba secreta fue revelada más tarde, durante el califato abasí por el Imam Yafar al-Sadiq, su descendiente y el sexto Imam de los chiitas. 
La mayoría de los chiitas aceptan que Ali ibn Abi-Tálib está enterrado en la mezquita del Imán Ali donde ahora es la ciudad de Náyaf. Sin embargo otra historia, por lo general mantenida por algunos afganos, señala que su cuerpo fue llevado y enterrado en la ciudad afgana de Mazar-e-Sharif en la famosa Mezquita Azul o Rawze-e-Sharif.

## Conocimiento
Ali es respetado no solo como un guerrero y líder, sino como un sabio y autoridad religiosa. Una numerosa gama de disciplinas de la teología y la exégesis, de la caligrafía y la numerología, de la ley y el misticismo, de la gramática y retórica árabe fueron esbozadas por Ali ibn Abi-Tálib. Según un Hadiz que es narrado por chiitas y sufíes, Mahoma dijo sobre Ali: "Soy la ciudad del conocimiento y Ali es su puerta...".
Los musulmanes consideran a Ali como una autoridad importante en el islam. El propio Ali da este testimonio:
Ni un solo versículo del Corán descendió sobre (fue revelado a) El Mensajero de Dios, que no procediera a dictármelo y hacérmelo recitar. Me gustaría escribir con mi propia mano, y me gustaría que se instruyera en el tafsir (la explicación literal del Corán) y el ta'wil (la exégesis espiritual), el nasij (el versículo que abroga) y el mansuj (el verso abrogado), el muhkam y el mutashabih (Fijo y Ambiguo), lo particular y lo general.
Según Seyyed Hossein Nasr, Ali se considera como el primer fundador de la teología islámica y sus narraciones contienen las primeras pruebas racionales entre los musulmanes de la Unicidad de Dios. Ibn Abi al-Hadid ha citado:

En cuanto a la teosofía y el tratamiento de los asuntos de la divinidad, no era un arte árabe. Nada de eso era conocido entre sus ilustres o los de rangos inferiores. Este arte era patrimonio exclusivo de Grecia, cuyos sabios eran sus únicos expositores. El primero entre los árabes en tratar sobre él fue Ali.

En adelante en la filosofía islámica, sobre todo en las enseñanzas de Mula Sadra y sus seguidores, como Allameh Tabatabaei, refranes y sermones de Ali ibn Abi-Tálib fueron considerados cada vez más como fuentes centrales de conocimiento metafísico, o la filosofía divina. Los miembros de la escuela de Sadra consideran a Ali como el metafísico supremo del islam.
De acuerdo con Henry Corbin, el Nahy al-balagha (La cumbre de la elocuencia) puede ser considerado como una de las fuentes más importantes de las doctrinas profesadas por los pensadores chiíes, especialmente después del 1500. Su influencia se puede detectar en la coordinación lógica de términos, la deducción de conclusiones correctas, y la creación de ciertos términos técnicos en árabe, que entraron en el lenguaje literario y el lenguaje filosófico independientemente de la traducción al árabe de los textos griegos.
Ali ibn Abi-Tálib fue también un gran estudioso de la literatura árabe y fue pionero en el campo de la gramática árabe y la retórica. Numerosas frases cortas de Ali se han convertido en parte de la cultura islámica en general y se citan como aforismos y proverbios en la vida diaria. También se han convertido en la base de obras literarias o se han integrado en verso poético en muchos idiomas. Ya en el siglo VIII, las autoridades literarias como 'Abd al-Hamid Ibn Yahya al-Amiri señalaron la elocuencia sin par de los sermones y dichos de Ali, al igual que Al-Yahiz en el siglo siguiente.
Incluso el personal en el Diván de los Omeyas recitaban los sermones de Ali para mejorar su elocuencia. Por supuesto, La cumbre de la elocuencia (Nahy al-balagha) es un extracto de las citas de Ali desde un punto de vista literal como su compilador menciona en el prefacio, mientras que hay muchas otras citas, oraciones (du'as), sermones y cartas en otros libros literarios, históricos y religiosos.
Además, algunas ciencias ocultas o de ocultismo como el Yafr, numerología islámica o la ciencia del significado simbólico de las letras del alfabeto árabe, se dice que fue establecido por Ali ibn Abi-Tálib a través de sus estudios de los textos de al-Yafr y al-Yamia.

### Obras
La recopilación de sermones, conferencias y citas atribuidas a Ali ibn Abi-Tálib se compilan en forma de varios libros.
- Nahy al-balagha (La cumbre de la elocuencia) contiene sermones elocuentes, cartas y citas atribuidas a Ali que fueron compilados por Al-Sharif Al-Radi (m. 1015). Reza Shah Kazemi afirma: "A pesar de las preguntas en curso acerca de la autenticidad del texto, estudios recientes sugieren que la mayor parte del material se puede, de hecho atribuir a Ali" y en apoyo de esto, hace referencia a un artículo de Mojtar Yabli: Este libro tiene una posición prominente en la literatura árabe.[151]

Los dichos de Ali Ibn Abi Tálib en este libro tienen tres partes:
-La primera parte: sermones y mandatos.
-La segunda parte: las cartas y testimonios.
-La tercera parte: las palabras, dichos y consejos cortos.
Muchos famosos eruditos como Abd al-Hamid al-katib (siglo II después de la hégira), al-Yahiz (siglo III), Qodamah Ibn Yafar (siglo IV), Ibn Abli al-Hadid (siglo VI) y Jalil Ibn Ahmad al-Farahidi (siglo VIII), destacan los dichos de Ali. Al-Yahiz en su libro, Al-bayan va al-tibyan dijo: Si hubiéramos tenido estos dichos (de Nahy al-Balaghah), nos habría sido bastante, ya estas palabras son valores y nos afirman la elocuencia de Ali Ibn Abi Tálib.
Ali al-Naydi, el jefe de la universidad del Cairo en su libro dice: una forma de música hay en la palabra de Ali Ibn Abi Tálib que afecya nuestra alma y nuestro corazón, la verdad muy ordenada que se parece a un poema.
George Jordac, el autor de unos libros sobre el Nahŷ al-balagha, dijo: "No he visto a nadie como Ali Ibn Abi Tálib, por eso no he escrito de nadie excepto de él."
Sheij Muhammad Abduh, uno de los eruditos musulmanes del Egipto, cuando conoció el Nahŷ al-balaga, lo compartió entre los jóvenes egipcios, y escribe en su libro: No hay nadie entre los árabes sino la palabra de Ali Ibn Abi Tálib después de la palabra de Dios, y como los dichos del profeta del islam es una palabra más elocuente y universal.
Hay varios comentarios sobre La cumbre de la elocuencia por los sunitas y los chiitas como los comentarios de Ibn Abi al-Hadid y comentarios de Muhammad Abduh.
- Ghurar al-hikam wa durar al-kalim (Exaltados aforismos y las perlas de la oración), compilación por Abd al-Wahid al-Amidi (m. 1155 DC) se compone de más de diez mil refranes cortos de Ali.[145]

- Nuzhat al-absar va mahasin al-asar, sermones de Ali que ha sido compilido por Ali Ibn Muhammad al-Tabari al-Mamtiri.[158]

- Divan-i Ali Ibn Abi Talib (poemas que se le atribuyen a Ali Ibn Abi Tálib).[159]

## Perspectivas

### Perspectivas de los musulmanes
A excepción de Mahoma, no hay nadie en la historia islámica de quien tanto se haya escrito en las lenguas islámicas como Ali. En la cultura musulmana, Ali es respetado por su coraje, el conocimiento, las creencias, la honestidad, la devoción inquebrantable al islam, en el fondo la lealtad a Mahoma, la igualdad de trato de todos los musulmanes y generosidad al perdonar a sus enemigos derrotados, y por lo tanto es fundamental en las tradiciones místicas del islam, como el sufismo. Ali conserva su estatura como una autoridad en la exégesis coránica, la jurisprudencia islámica y el pensamiento religioso. Ali tiene una alta posición en casi todos los órdenes sufíes que trazan su linaje a través de él a Mahoma. La influencia de Ali ha sido importante a lo largo de la historia islámica.

#### Chií
Los chiitas consideran a Ali como la figura más importante después de Mahoma. De acuerdo con ellos, Mahoma sugirió en varias ocasiones durante su vida que Ali debía ser el líder de los musulmanes después de su muerte. Esto es confirmado por numerosos hadices que han sido narrados por los chiitas, incluyendo el «Hadiz del Ghadir Jumm»: De quien yo sea su Mawla (guía, líder religioso y político), éste, Alí, es su Mawla ¡Dios mío! Sé amigo de quien sea su amigo, y enemigo de su enemigo, y auxilia a quien lo auxilie, y humilla a quien lo humille, y haz morar la verdad con él donde se encuentre., Hadiz de las dos cosas pesadas (Al-Zaqalayn), Hadiz de la pluma y el papel, Hadiz de la capa (Al-Kasa), Hadiz de la posición (Al-Manzilat), Hadiz de la invitación de las familias cercanas y Hadiz de los doce sucesores.
De acuerdo con esta perspectiva, Ali como el sucesor de Mahoma no solo gobernó sobre la comunidad en la justicia, sino también interpretó la Sharia o Ley y su significado esotérico. De ahí que se le consideraba como exento de error y pecado (infalible- Ismah), y nombrado por Dios por decreto divino - nass (en:) - a través de Mahoma. Se cree entre los chiitas duodecimanos e ismailíes que 'AQL, la sabiduría divina, era la fuente de las almas de los profetas y los imames y les dio el conocimiento esotérico llamado Hikmah y que sus sufrimientos eran un medio de la gracia divina a sus devotos. A pesar de que el Imán no era el destinatario de una revelación divina, él tenía una relación estrecha con Dios, a través de la cual Dios lo guía, y el Imam a su vez, guía y dirige a la gente. Sus palabras y acciones son una guía y ejemplo a seguir para la comunidad; como consecuencia se trata de una fuente de la ley islámica (sharia).
Peregrinos chiitas suelen ir al santuario de Ali en Náyaf. En peregrinación, rezan y leen el "Ziyarat Amin Allah" u otro Ziyaratnamehs. Bajo el Imperio safávida, su tumba se convirtió en el foco de mucha atención devota, ejemplificada en la peregrinación realizada por el Shah Ismail I a Náyaf y Kerbala.

#### Sunita
Los musulmanes suníes consideran a Ali con gran respeto como uno de los Ahl al-Bayt (literalmente: "la gente de la casa del Profeta del Islam) y el último de los califas Rashidun, así como uno de los líderes más influyentes y respetados en el islam. También, él es uno de los Al-Asharatu Mubashsharun, los Diez Compañeros de Mahoma a quienes el profeta prometió el Paraíso.

#### Sufí
Casi todas las órdenes sufíes remontan su linaje a través de Mahoma desde Ali; una excepción son los Naqshbandi, que pasan por Abu Bakr, pero incluso en esta orden, está Ŷaʿfar al-Sadiq, el tataranieto de Ali. Los sufíes creen que Ali heredó de Muhammad el poder santo (wilayah) que hace que el viaje espiritual a Dios sea posible.
Minentes Sufíes como Ali Hujwiri afirman que su tradición comenzó con Ali y Junayd de Bagdad considerando a Ali como el jeque de los principios y prácticas del sufismo. Los sufíes recitan el Manqabat de Ali (Las virtudes de Ali) en alabanza a él.

#### Alauismo
Algunos grupos como los Alauitas (Nusayria, en árabe: نصيرية), creen que Ali es Dios encarnado. Son descritos como ghulat (en árab: غلاة) "exageradores" por la mayoría de los eruditos islámicos. Estos grupos, según los musulmanes tradicionalistas, abandonaron el islam debido a su exageración de rasgos loables de un ser humano. Mientras Ali aparece en algunas tradiciones prohibiendo a los que le buscaban adorarlo en vida.

#### Ali-Illahismo
Entre los Ali-Illahitas, un culto sincrético, existe la creencia de que se han producido sucesivas encarnaciones de su Deidad a lo largo de la historia, manteniendo particular reverencia por Ali, el yerno de Muhammad, quien es considerado una de tales encarnaciones.

#### Drusos
Los Drusos creen que Dios encarnó en algunos seres humanos, especialmente en Ali ibn Abi-Tálib y sus descendientes, entre ellos Al-Hakim bi-Amr Allah.

### Perspectivas no musulmanas
Ernest Renan (filólogo e historiador francés):
«‘Alî, el verdadero representante de la tradición primitiva del islam, fue durante su vida entera un hombre inconcebible, y su elección no fue jamás tomada en serio en las provincias. De todas partes se tendía la mano a la familia de los Omeyas, que por costumbre e intereses se había hecho siria. Ahora bien, la ortodoxia de los Omeyas era muy sospechosa. Bebían vino, practicaban ritos del paganismo, no hacían caso alguno de la tradición, de las costumbres musulmanas, ni del carácter sagrado de los amigos de Mahoma. Así se explica el sorprendente espectáculo que ofrece el primer siglo de la hégira, ocupado por completo en exterminar a los musulmanes primitivos, los verdaderos padres del islam. ‘Alî, el más santo de los hombres, el hijo adoptivo del profeta; ‘Alî, a quien Mahoma había proclamado vicario suyo, es implacablemente degollado. Husséin y Hassan, sus hijos, que Mahoma había hecho saltar en sus rodillas y cubierto de besos, son degollados».
- Álvaro Galmés de Fuentes (catedrático de Filología Románica):

«El caballero árabe se llama faris y sus virtudes son: el valor, la fidelidad, el amor a la verdad, la protección concedida a las viudas, a los huérfanos y a los pobres, la generosidad... Todas estas virtudes caracterizan igualmente a ‘Alî ibn abi Tâlib, el héroe del “Libro de las batallas”. ‘Alî es el paladín invencible, cuyo valor no tiene medida... Como los héroes de las epopeyas o libros de caballerías, ‘Alî tiene también sobrenombres significadores. Al-Tabarí nos cuenta que el propio ‘Alî estaba orgulloso y gustaba que se le llamase por su apodo de Abu Turab ‘el hombre de polvo’... Otros sobrenombres que recibe ‘Alî hacen alusión a sus cualidades guerreras. Así es denominado Haydar o Assad, que significa ‘león’, y también Al-Gâlib, que equivale en español a vencedor... El sable de ‘Alî, como el de todo caballero, tiene también su nombre, se llama Du-l-Faqar, o Du-l-Fiqar en las leyendas aljamiadas. Este sable, que se hizo proverbial entre los árabes del Hiŷaz, perteneció en un principio a Mahoma; el profeta lo había encontrado en el botín de Badr. Originalmente se le representó dotado de dos filos... La tradición o hadiz, recogida por Al-Tabarí, nos cuenta cómo se hizo la transmisión: ‘Alî, en la batalla de Uhud, combatía en las primeras filas. Dio un golpe en la cabeza de un infiel, que se cubría con un casco muy resistente; se rompió el casco y mató al enemigo, pero su sable se quebró. ‘Alî volvió al profeta y le dijo: “Oh enviado de Dios, he matado de un golpe de sable a un infiel, pero mi sable se ha partido, y no tengo otro”. El profeta le dio entonces su sable Du-l-fiqar, pensando que no lo cogería y no lo podría manejar. Sin embargo, ‘Alî, cogiendo el sable, se lanzó de nuevo a la lucha. El profeta le vio luchar con violencia, golpeando con Du-l-Fiqar adelante y atrás, a la derecha y a izquierda. ‘Alî golpeó a uno de los Quraish, que se cubría con un escudo, de forma tal que el sable penetró a través del escudo y del casco, hendió la cabeza de este hombre y atravesó su cuerpo hasta el pecho. El profeta, viendo esta hazaña, dijo:  “No hay sable como Du-l-Fiqar, y no hay héroe como ‘Alî” ».
- Edward Gibbon (Historiador británico del siglo XVIII):

«El nacimiento, el parentesco, el carácter de ‘Alî, que lo exaltaba de entre el resto de los hombres de su tierra, justifican plenamente su designación como Califa y único sucesor de Mahoma. El hijo de Abu Tâlib era, por derecho propio, el jefe de los Bani Háshim y el príncipe heredero o guardián de la ciudad de La Meca y de la Kaaba. ‘Alî poseía las cualidades de un poeta, un soldado, y un santo: su prudencia y sabiduría aún perduran en una extensa colección de enseñanzas morales y proverbios filosóficos, y cada uno de sus antagonistas, en los combates de la lengua y de la espada, fueron abatidos por su elocuencia y su valor. Desde la primera hora de su misión hasta los últimos rituales de su funeral, el Mensajero no fue jamás olvidado por el generoso amigo, al cual gustaba llamar su hermano, su substituto, y el fiel Aarón de un segundo Moisés».
- Washington Irving (Autor estadounidense y ensayista):

Él era de la rama noble de la noble raza de Qurysh. Poseía las tres cualidades más preciadas por los árabes: el coraje, la elocuencia y la munificencia. Su espíritu intrépido le había ganado desde el profeta la denominación de El León de Dios; ejemplares de su elocuencia se mantienen en algunos versos y refranes conservados entre los árabes; y su generosidad se manifiesta en el intercambio entre otros, todos los viernes, lo que quedaba en la tesorería. Por su magnanimidad, hemos dado repetidos casos; su noble desprecio de todo lo falso y media, y la ausencia en su conducta de todo como la intriga egoísta.
- Thomas Carlyle (Historiador escocés, crítico y escritor sociológico):

Una criatura noble de mente, ya que muestra a sí mismo, ahora y siempre después; lleno de afecto, de la audacia de fuego. Algo caballeresco en él; valiente como un león; sin embargo, con una gracia, una verdad y afecto digna de la caballería cristiana.
- William Muir (erudito y hombre de estado escocés):

Dotado de una inteligencia clara, cálida en el afecto, y confiando en la amistad, que era desde el corazón y el alma devota infancia al Profeta. Sencillo, tranquilo, y poco ambicioso, cuando en días después obtuvo el imperio de la mitad del mundo musulmán, fue más bien empuje sobre él de lo que se busca.
- Henry Stubbe (clasicista, polemista, médico y filósofo):

Él tenía un desprecio del mundo, su esplendor y la pompa, temía mucho a Dios, dio muchas limosnas, fue solo en todas sus acciones, humilde y afable; de un rápido ingenio superior y de un ingenio que no era común, fue muy aprendido, no en aquellas ciencias que terminan en especulaciones, sino aquellas que se extienden a la práctica.
- Simon Ockley (orientalista y profesor de árabe británico en la Universidad de Cambridge):

Una cosa particular que merece ser notado es que su madre lo dio la luz en La Meca, en el propio mismo templo (La Kaaba); lo que nunca sucedió a cualquier otra persona.
- Jalil Yubrán (poeta, pintor, novelista y ensayista libanés):

En mi opinión, 'Alī fue el primer árabe en tener contacto y conversar con el alma universal. Murió, mientras la oración fluía en su lengua y su corazón estaba lleno del amor de Dios. Los árabes no se dieron cuenta de su valor hasta que apareció entre sus persas vecinos algunos que conocían la diferencia entre gemas y gravas.